# دوتسیا (سرده)
دوتسیا (نام علمی: Deutzia) نام یک سرده از راسته گل‌سرخ‌سانان است.